# Exoneuridia oriola
Exoneuridia oriola là một loài Hymenoptera trong họ Apidae. Loài này được Warncke mô tả khoa học năm 1979.